# Jane Lew
Jane Lew és una població dels Estats Units a l'estat de Virgínia de l'Oest. Segons el cens del 2000 tenia 406 habitants.

## Demografia
Segons el cens del 2000, Jane Lew tenia 406 habitants, 209 habitatges, i 117 famílies. La densitat de població era de 627 habitants per km².
Dels 209 habitatges en un 17,7% hi vivien nens de menys de 18 anys, en un 40,7% hi vivien parelles casades, en un 11% dones solteres, i en un 44% no eren unitats familiars. En el 40,7% dels habitatges hi vivien persones soles el 18,7% de les quals corresponia a persones de 65 anys o més que vivien soles. El nombre mitjà de persones vivint en cada habitatge era d'1,94 i el nombre mitjà de persones que vivien en cada família era de 2,58.
Per edats la població es repartia de la següent manera: un 15% tenia menys de 18 anys, un 7,9% entre 18 i 24, un 28,8% entre 25 i 44, un 24,6% de 45 a 60 i un 23,6% 65 anys o més.
L'edat mediana era de 44 anys. Per cada 100 dones de 18 o més anys hi havia 79,7 homes.
La renda mediana per habitatge era de 23.571 $ i la renda mediana per família de 30.000 $. Els homes tenien una renda mediana de 29.464 $ mentre que les dones 16.667 $. La renda per capita de la població era de 16.540 $. Entorn del 5,3% de les famílies i el 7,9% de la població estaven per davall del llindar de pobresa.

## Poblacions més properes
El següent diagrama mostra les poblacions més properes.